# Six Flags
A Six Flags Entertainment Corp. a világ legnagyobb vidámpark részvénytársasága a vagyona alapján és 4. legnépszerűbb a látogatottsága alapján. A társaság 14 ingatlannal rendelkezik Észak-Amerikában, ideértve témaparkokat, vízi parkokat, családi szórakoztató központokat is. 2009-ben a Six Flags parkok 23,9 millió látogatót vonzottak.
A társaságot Texasban alapították, nevét első ingatlanáról, a Six Flags Over Texas vidámparkról kapta. Székhelye Grand Prairie-ben található, ezen kívül irodái vannak Manhattanben, New Yorkban. 2009. június 13-án a társaság csődeljárás alá került és 2010. május 3-ára sikeresen talpra állt.

## Vidámparkok
| Név                                    | Hely                           | Nyitás éve       | A Six Flags lánchoz csatlakozás |
| -------------------------------------- | ------------------------------ | ---------------- | ------------------------------- |
| Six Flags Over Texas                   | Arlington, Texas               | 1961             | N/A                             |
| Six Flags Over Georgia                 | Austell, Georgia               | 1967             | N/A                             |
| Six Flags St. Louis                    | Eureka, Missouri               | 1971             | N/A                             |
| Six Flags Great Adventure              | Jackson, New Jersey            | 1974             | 1977                            |
| Six Flags Magic Mountain               | Valencia, Kalifornia           | 1971             | 1979                            |
| Six Flags Great America                | Gurnee, Illinois               | 1976             | 1984                            |
| Six Flags Hurricane Harbor             | Valencia, Kalifornia           | 1995             | N/A                             |
| Six Flags Hurricane Harbor             | Arlington, Texas               | 1983             | 1995                            |
| Six Flags Fiesta Texas                 | San Antonio, Texas             | 1992             | 1996                            |
| Six Flags America                      | Largo, Maryland                | 1973             | 1992                            |
| The Great Escape & Splashwater Kingdom | Queensbury New York            | 1954             | 1996                            |
| Six Flags Discovery Kingdom            | Vallejo, Kalifornia            | 1968             | 1997                            |
| Six Flags New England                  | Agawam, Massachusetts          | 1840             | 1997                            |
| Six Flags White Water                  | Marietta, Georgia              | 1983             | 1999                            |
| Six Flags Mexico                       | Mexikóváros, Mexikó            | 1982             | 1999                            |
| Six Flags Hurricane Harbor             | Jackson, New Jersey            | 2000             | N/A                             |
| La Ronde                               | Montréal, Québec               | 1967             | 2001                            |
| Six Flags Dubailand                    | Dubaj, Egyesült Arab Emírségek | 2011 (tervezett) | 2011                            |